# Marand
Marand o Merend (farsi مرند) è il capoluogo dello shahrestān di Marand nell'Azarbaijan orientale.